# Адіб Нішапур
Абдулджавад Адіб Нішапурі — перс. عبدالجواد ادیب نیشابوری, нар., 1864, Нішапурі — 1926, Мешхед — іранський богослов, літературознавець, педагог і поет.
Походив з бідної селянської родини, навчався в рідному місті Нішапурі, переїхав у 1880 році в місто Мешхед, де і прожив до кінця життя. Викладав арабську мову, літературу та богослов'я, написав ряд творів з арабо-перської поетики і коментарі до богословських трактатів. Також писав вірші, дотримуючись традицій ранніх іранських класиків; його диван був виданий посмертно, в 1954 році. Був вчителем поета Бехара.